# Bolboceras gaujani
Bolboceras gaujani är en skalbaggsart som beskrevs av Leon Fairmaire 1892. Bolboceras gaujani ingår i släktet Bolboceras och familjen Bolboceratidae. Inga underarter finns listade.